# إمستي
إمستي (أحياناً يكتب إمست أو مستي) واحد من أبناء حورس الأربعة، المرتبطين بالأواني الكانوبية وحفظ أحشاء المتوفى عند تحنيطه، وقد كان إمستي مسؤولا على وجه التحديد عن الإناء الكانوبي الذي يحتوي على الكبد. ولأن المصريين رأوا الكبد مقراً للمشاعر الإنسانية كان تصوير إمستي، على عكس إخوته، ليس على صورة حيوان بل صور دائماً على شكل إنسان محنط. وتعتبر إيزيس حامية له، وهو نفسه يعتبر حامياً لاتجاه الجنوب.
و في مصر القديمة، ولأن الكبد كان مقراً للعواطف في جسم الإنسان حسب المعتقد المصري القديم، ارتبط كسر القلب أو الموت بسبب ضغوط المشاعر الكئيبة مع هذا الإله، لذلك جاء اسم هذا الإله «إمستي» بمعنى «العطوف أو الرقيق».
| الاسم | التجسيم | العضو المحمي | الإلهة الحامية | الجهة الأصلية |
| ----- | ------- | ------------ | -------------- | ------------- |
| إمستي | إنسان   | الكبد        | إيزيس          | الجنوب        |

## اقرأ أيضاً
- دواموتف
- حابي
- قبح سنوف

## هوامش
1. ↑  W. C. Hayes: The Scepter of Egypt I, New York 1952, ISBN 0-87099-578-2, p. 321